# MacBook
Le MacBook est un ordinateur portable Macintosh développé et produit par la société Apple. Le MacBook succédait à l'iBook et au PowerBook de 12 pouces dans le cadre de la transition d'Apple vers des processeurs Intel. Faisant partie de la famille des MacBook, il était destiné au « grand public » ainsi qu'au monde de l'éducation. Lancé sur le marché en 2006, le MacBook a été temporairement retiré de la vente le 20 juillet 2011, jour de renouvellement du MacBook Air, du Mac mini et de sortie de Mac OS X Lion. Il était, jusqu'à sa dernière commercialisation, le Macintosh le plus vendu au monde.
Le MacBook a connu quatre designs différents. L'original arborait une coque en polycarbonate s'inspirant de l'iBook G4. Le second design utilisait une coque en aluminium anodisé nommée par Apple « unibody » (ou « boîtier monocorps » au Canada). En octobre 2009, les MacBook polycarbonate changent de design. Leur nouvelle coque arrondie est moulée d'une seule pièce ce qui les rend plus résistant. Apple fait également des efforts dans un contexte écologique : l'utilisation des produits toxiques (pour l'écran LCD, par exemple) a été réduite.
Au printemps 2015, le MacBook a été réintroduit lors de la keynote Spring Forward du 9 mars 2015 avec un tout nouveau design (plus fin et plus léger), de nouvelles couleurs (or, gris sidéral et argent) et un écran Retina de 12 pouces.
Depuis juillet 2019, Apple a retiré le MacBook de son catalogue.

## Technologies et fonctionnalités

### Les nouveautés apportées
Le MacBook, fruit du passage d'une architecture PowerPC vers une architecture x86 (Intel) apporte un certain nombre de nouveautés, tout en conservant certains atouts du modèle qu'il remplace.
Le MacBook utilise de façon plutôt innovante le magnétisme :
- MagSafe, apparu sur le MacBook Pro en janvier 2006, permet le débranchement sans résistance mécanique du câble d'alimentation lorsque l'on bute dans ce dernier, évitant que l'ordinateur ne soit emporté et ne subisse un quelconque dommage.
- grâce à l'incorporation d'aimants le long de l'écran, celui-ci peut être maintenu en position fermée sans qu'il y ait besoin de recourir à un procédé mécanique comme les crochets ; l'aspect extérieur de l'ordinateur s'en trouve grandement dégagé. Par ailleurs il est possible d'utiliser ces aimants pour garder la télécommande Apple Remote à portée de main en la fixant sur les bords de l'écran.

### Fonctionnalités déjà présentes dans l'iBook
Le MacBook reprend aussi quelques fonctionnalités et techniques déjà présentes chez son prédécesseur, l'iBook. C'est le cas par exemple de la technique Sudden Motion Sensor parfois abrégée SMS. Elle est à l'origine destinée à protéger les données du disque dur d'un endommagement par les têtes de lecture lors de mouvements soudains, mais a été rapidement détournée par certains utilisateurs des ordinateurs portables Apple. Puisque les disques durs sont dotés d'un gyroscope, il est devenu possible d'utiliser celui-ci pour de toutes autres fonctionnalités, comme jouer au flipper, effectuer une action prédéfinie lorsqu'on donne une petite tape à gauche, à droite, faire retentir une alarme au moindre déplacement, etc.

### Écran
Le MacBook propose depuis sa première commercialisation d'un écran brillant de 13,3 pouces d'une définition de 1280 x 800 pixels, une première pour Apple dans sa ligne d'ordinateur portable, qui avait précédemment toujours utilisé des écrans mats.
Ces écrans brillants sont supposés augmenter le contraste des couleurs, mais ont pour principal défaut des reflets qui peuvent vite se révéler gênants lors d'une utilisation en extérieur.
Les modèles unibody sortis en octobre 2009 ont utilisé un écran rétro-éclairé par DEL, consommant moins d'énergie, s'allumant instantanément, et plus lumineux. Ces écrans étaient dissimulés derrière une dalle de verre, elle aussi particulièrement brillante.
Le MacBook est équipé depuis 2015 de l'écran Retina d'une définition de 2304 x 1440 pixels, devenu un standard pour les nouveaux produits Apple.

### Clavier

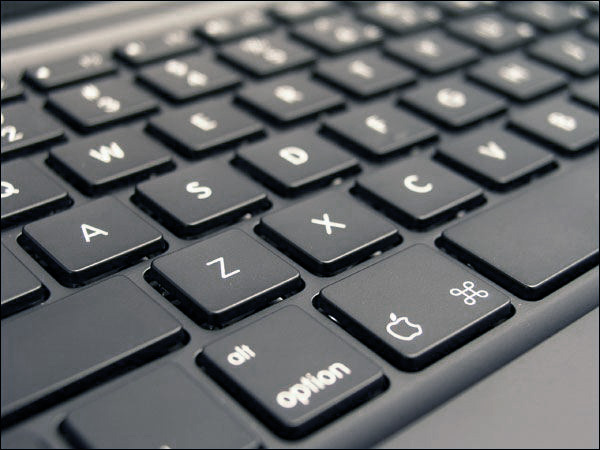
Clavier « minitel » d'un MacBook noir.

Par rapport à l'iBook, le MacBook dispose d'un clavier à l'aspect radicalement différent. À la différence des précédents iBook, PowerBook G3 et PowerBook G4 Titanium, le clavier ne peut être retiré. En effet, chaque touche est individuellement intégrée dans la coque et est séparée des autres de 3 mm.
D'un style rappelant celui des Minitel français, le clavier présente un toucher plus agréable, et le nouveau design des touches a été pensé pour éviter les contacts avec l'écran lorsque ce dernier est rabattu.
La dernière génération du MacBook est équipée depuis 2015 du clavier à mécanisme dit « papillon », spécialement conçu et développé par Apple pour ses ordinateurs. Offrant une tape plus courte et sèche, ce clavier propose des touches agrandies et resserées, visant à améliorer le confort d'utilisation.
La technique du rétro-éclairage a également été revue sur le MacBook de 2015 : les touches sont équipées de LED individuelles qui remplacent le panneau de fibres optiques. Ce choix technique, guidé en partie par le besoin de faire toujours plus fin, donne cependant un éclairage moins uniforme.

## Les différents modèles

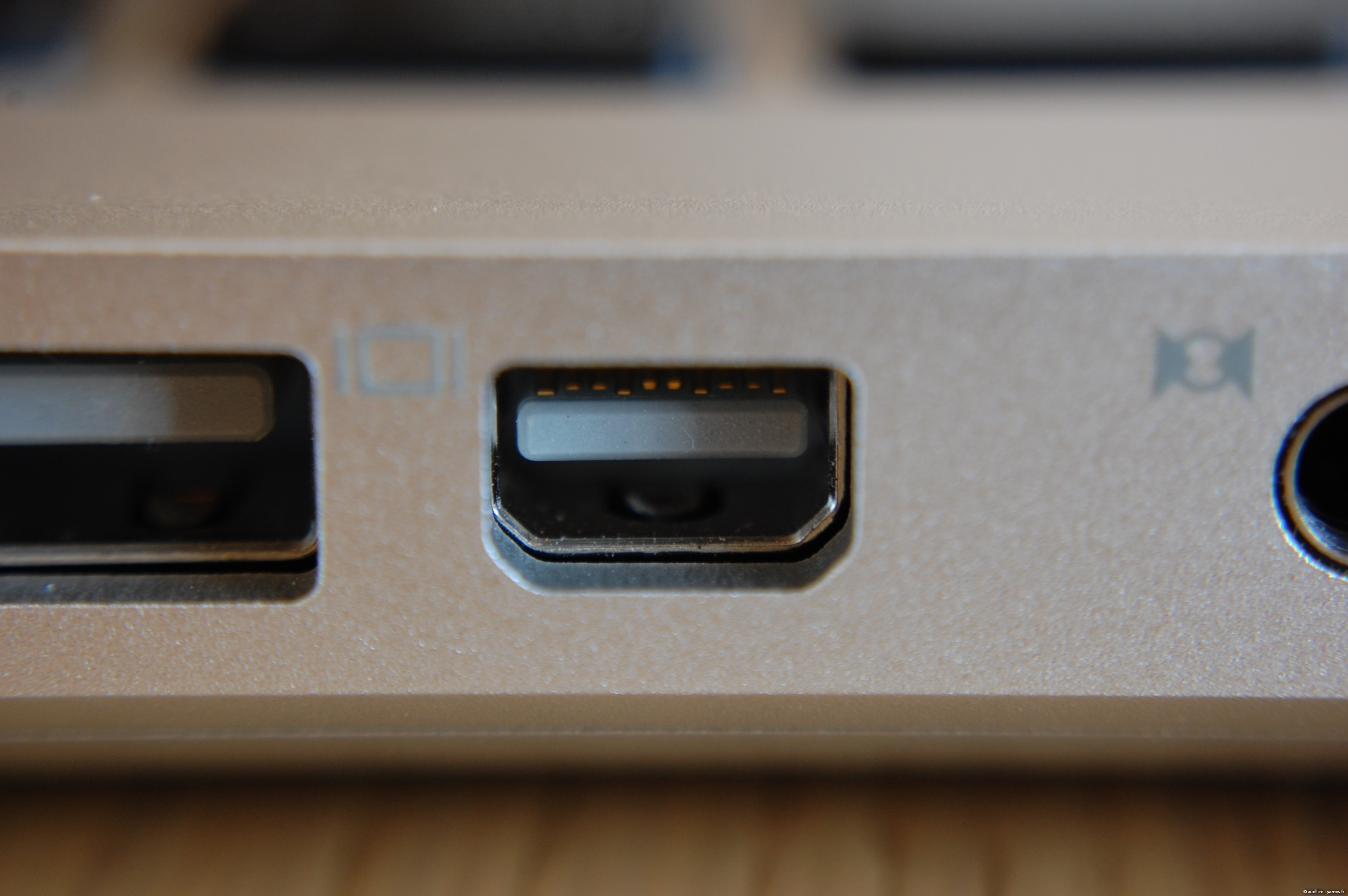
Gros plan de la connexion Mini DisplayPort sur l'Apple MacBook.

Depuis son lancement en 2006, le MacBook a connu pas moins de quatre modèles différents. Pour la première génération, l'apparence générale du MacBook est fortement inspirée de celle de son prédécesseur, l'iBook G4. En plus de la traditionnelle couleur blanche, Apple a suivi le même modèle que l'iPod en proposant également une coque de couleur noire sur le modèle haut de gamme (la couleur noire « justifiant » un surcoût de 120 euros par rapport au modèle blanc équivalent). Malgré tout, le blanc laqué du MacBook est en décalage avec le reste de la gamme, tout comme le Mac mini, puisque les dernières générations de MacBook Pro, d'iMac, ou même d'iPod ont toutes abandonné le blanc au profit de l'aluminium.[réf. nécessaire]
Du 14 octobre 2008 au 8 juin 2009 Apple a commercialisé un Macbook avec une coque en aluminium, surnommé Macbook « unibody », devenu depuis MacBook Pro.
Depuis le 9 mars 2015, Apple commercialise un nouveau MacBook plus en phase avec le reste de la gamme et équipé des techniques les plus récentes.[réf. nécessaire]

### MacBook en polycarbonate (2006 - 2009)
La première génération du MacBook est dévoilée le 16 juin 2006, sans évènement particulier pour sa présentation.

#### Design
Le MacBook rappelle son prédécesseur l'iBook G4, dont il reprend en partie le design. En grande partie conçu en polycarbonate, le MacBook affiche un poids de 2,27 kg pour seulement 2,75 cm d'épaisseur. Au fil du temps, la qualité du plastique a été critiquée, notamment les bords intérieurs dont la fragilité a été dénoncée. Cela s'explique par le fait que la coque du MacBook en polycarbonate est un assemblage de plusieurs pièces. Le clavier est totalement intégré à la base de l'ordinateur, offrant une sensation ferme et réactive à la frappe.

#### Caractéristiques techniques
Très clairement destiné au grand public en raison de son tarif abordable par rapport au reste de la gamme, il remplace l'iBook dans les rayons des revendeurs et de l'Apple Store. Bien que reprenant certains traits de son prédécesseur, le MacBook apporte son lot de nouveautés. Le processeur PowerPC G4 est remplacé par un processeur Intel Core Duo, accompagné par l'Intel GMA 950, chipset graphique intégré au northbridge 945GM. Les générations qui lui ont succédé ont vu l'arrivée de la nouvelle génération de processeurs Intel avec les Core 2 Duo, ainsi que les IGP GMA X3100.
Jusqu'à l'arrivée du modèle unibody en octobre 2008, la coque en polycarbonate du MacBook était disponible en deux coloris : blanc et noir. Après, seule la version blanche du MacBook est restée disponible. En 2009, les MacBook utilisent toujours un processeur Intel Core 2 Duo mais avec un FSB de 1 066 MHz, ainsi qu'un chipset graphique nVidia GeForce 9400M. Néanmoins, le MacBook en polycarbonate a été l'objet de critiques récurrentes vis-à-vis de la fragilité de sa coque, ce qui a amené Apple à le remplacer en octobre 2009 par une nouvelle génération, le MacBook blanc unibody.

### MacBook en aluminium unibody (2008 - 2009)
Le modèle aluminium du MacBook est présenté lors d'un Apple Event consacré aux portables, le 14 octobre 2008.

#### Design
La coque du MacBook en aluminium est constituée d'une seule pièce.

#### Caractéristiques techniques
Outre un tout nouveau trackpad "Multi-Touch", cet ordinateur bénéficie d'un nouveau processeur graphique et d'une mémoire vive plus importante. Par ailleurs, le lecteur Combo disparaît pour laisser place au SuperDrive sur tous les modèles, et le port mini DVI fait place au mini Display Port. Ce modèle est néanmoins jugé en décalage avec le MacBook en plastique, car à peine huit mois plus tard, lors de la keynote de la Worldwide Developers Conference en 2009, les MacBook aluminium sont arrêtés pour laisser les coques unibody aux MacBook Pro (cela rend plus unique le design du MacBook pro) et laissent le MacBook « plastique » seul représentant de la gamme, dans un souci évident de clarifier le catalogue. Le MacBook en aluminium "unibody" jeta les bases des futurs ordinateurs d'Apple, qui seront par la suite toujours caractérisés par leur qualité de fabrication et la noblesse des matériaux utilisés, pour des tarifs toujours plus élevés.

### MacBook blanc unibody (2009 - 2011)
Le 20 octobre 2009, à la suite d'une simple mise à jour de son store en ligne, Apple dévoile la nouvelle version du MacBook blanc.

#### Design
Successeur direct du populaire mais vieillissant MacBook en polycarbonate, le MacBook adopte cette fois un nouveau design style « unibody », moulé d'une seule pièce, comme sur les Macbook Pro. Il corrige ainsi le principal défaut de son prédécesseur, dont la coque était jugée trop fragile. Ses formes se sont arrondies et il utilise maintenant le blanc laqué à l'intérieur, autour du clavier. Le dessous du MacBook est entièrement recouvert d'une matière antidérapante. Avec 2,74 cm d'épaisseur seulement et un poids réduit de 2,13 kg, le MacBook affiche un profil épuré et aérien[réf. nécessaire].

#### Caractéristiques techniques
Le MacBook est équipé d'un écran brillant rétroéclairé par LED de 13,3 pouces, avec prise en charge de millions de couleurs. De plus, sa résolution de 1280 x 800 pixels assure un parfait équilibre entre la brillance des couleurs et la lisibilité[réf. nécessaire].
Au niveau de la connectique, ce nouveau MacBook est doté de deux port USB 2.0, une entrée/sortie audio, d'un port réseau Gigabit Ethernet et du nouveau standard Mini DisplayPort pour la vidéo. En revanche le port FireWire et le récepteur infrarouge disparaissent. De plus, le nouveau MacBook utilise de la mémoire DDR3 en remplacement de la DDR2 des modèles précédents.
Il est intéressant de noter que ce modèle emprunte plusieurs fonctionnalités propres aux MacBook Pro, notamment un trackpad « Multi-Touch » en verre et une batterie inamovible longue durée.
Livré par défaut avec Mac OS X Snow Leopard, ce MacBook a été décliné en deux modèles qui se distinguent uniquement par leurs caractéristiques techniques. Le premier modèle, commercialisé fin 2009, est équipé d'un processeur de 2,26 GHz et affiche jusqu'à 7 heures d'autonomie. Dès le mois de mai 2010 est commercialisé un second modèle proposant des performances supérieures, avec notamment un processeur de 2,4 GHz et jusqu'à 10 heures d'autonomie. De plus, certains composants telles que les barrettes de RAM n'étant pas soudés, il est très facile de les remplacer manuellement en cas de besoin. Il est par exemple possible d'étendre la mémoire vive jusqu'à 4 Go au lieu des 2 Go par défaut.
Malgré ses nombreuses qualités, le MacBook blanc était en décalage complet avec le reste du catalogue, qui proposait alors uniquement du matériel haut de gamme. Ainsi, en juillet 2011, Apple retire définitivement le MacBook blanc de son catalogue pour le remplacer par le MacBook Air, plus moderne, en tant qu'ordinateur d'entrée de gamme. Néanmoins, le MacBook blanc a été en son temps le Macintosh le plus vendu au monde, principalement en raison de son coût relativement abordable et de son design atypique qui l'a rendu très populaire auprès du grand public.
La gamme du MacBook fera son grand retour en mars 2015 avec la commercialisation du MacBook Retina de 12 pouces.

### MacBook Retina (2015 - 2019)
Le 9 mars 2015, après 4 ans d'absence, le MacBook fait son retour dans le catalogue d'Apple.

#### Design
En totale rupture avec l'ancienne génération en polycarbonate blanc, le nouveau MacBook bénéficie d'un écran Retina de 12 pouces, ainsi que d'un design considérablement affiné et allégé.

#### Caractéristiques techniques
Équipé des nouveaux processeurs Intel Core de septième génération et d'un SSD configurable de 256 Go à 512 Go, sa réactivité est assurée par un Turbo Boost jusqu'à 3,6 GHz. Son architecture intérieure est totalement dépourvue de ventilateur tout en augmentant (selon Apple) la capacité de la batterie de 35 % par rapport à ce que permet la technologie standard.
Taillé dans un bloc d'aluminium à l'image de l'ensemble des produits d'Apple, ce modèle a été le fruit de nombreuses concessions au niveau de la connectique : il n'est en effet équipé que d'un seul port USB 3.1 de type C et d'une prise mini-jack 3,5 mm.
Il est actuellement proposé en quatre coloris : gris sidéral, or, or rose et argent.

## Historique
- Le 16 mai 2006, Apple présente le MacBook en tant que successeur de l'iBook et du PowerBook 12 pouces[9]. Selon l'entreprise, le MacBook est jusqu'à cinq fois plus rapide que sa génération précédente d'ordinateurs portables grand public.
- Le 8 novembre 2006, le MacBook est doté d'un processeur Core 2 Duo, et il est censé être jusqu'à 25 % plus rapide que sa version précédente[10].
- Le 15 mai 2007, la gamme des MacBook est mise à jour : processeurs plus véloces (jusqu'à 2,16 GHz), disques durs de plus grande capacité, plus de mémoire vive embarquée dans le premier modèle.
- Le 1er novembre 2007, de petites retouches sont opérées : adoption de la plateforme Santa Rosa (connue jusqu'alors sur le MacBook Pro), processeurs un peu plus véloces (jusqu'à 2,2 GHz), jusqu'à 4 Go de mémoire vive prise en charge, et possibilité d'opter pour un disque dur de 250 Go (en plus des disques de 80 Go, 120 Go, 160 Go). Le circuit graphique intégré GMA 950 disparaît au profit du GMA X3100, plus rapide et partageant jusqu'à 144 Mio de RAM.
- Le 26 février 2008, une nouvelle gamme est présentée: Processeurs Penryn jusqu'à 2,4 GHz, Disques durs avec 120 Go de capacité sur la base, 160 sur le modèle à 2,4 GHz et 250 Go sur le Noir.
La mémoire vive (RAM) passe de 1 à 2 Go, mais seulement sur les modèles à 2,4 GHz. Le lecteur Combo est toujours présent sur le modèle de base. La principale avancée de ces Penryn est la gravure en 45 nm et les instructions SSE4. En revanche, l'Apple Remote devient une option, coûtant 19 €.
- Le 14 octobre 2008, une nouvelle gamme est présentée. Les MacBook ont désormais un tout nouveau design aluminium, un trackpad Multitouch, et un processeur graphique NVidia GeForce 9400M. Processeurs Penryn jusqu'à 2,4 GHz,disques durs avec 160 Go de capacité sur la base, 250 Go sur le modèle à 2,4 GHz (le modèle 2,4 GHz est aussi doté d'un clavier retro-éclairé). La mémoire vive (RAM) passe à 2 Go même pour la base, la mémoire est maintenant de la mémoire DDR3. Le lecteur Combo disparaît pour laisser place au SuperDrive sur tous les modèles, le port mini DVI disparait lui aussi pour faire place mini Display Port. Le prix d'entrée est de 1 199 €.
Un MacBook blanc (ancien modèle) est cependant toujours disponible sur l'Apple Store au prix de 949 €. Il a un processeur Intel Core 2 Duo 2,1 GHz, 1 Go de mémoire DDR2, un disque dur 120 Go, un lecteur/graveur SuperDrive et un processeur graphique Intel GMA X 3100.
À l'exception de cet ancien modèle, les MacBook n'ont plus de port FireWire.
- Le 21 janvier 2009, le MacBook blanc d'entrée de gamme est mis à jour. La mémoire DDR2 passe à 2 Go, le processeur baisse de 2,1 GHz à 2 GHz (mais le bus augmente de 800 MHz à 1 066 MHz) et le GMA X 3100 laisse la place à un processeur graphique NVidia 9400M (256 Mio en DDR2, là où les aluminium sont en DDR3).
- Le 28 mai 2009, l'unique modèle blanc est mis à jour, le rendant plus performant pour un temps que le modèle « unibody » le moins cher. Il dispose d'un processeur à 2,13 GHz, d'un disque dur de 160 Go et la RAM est désormais de la DDR2 800 MHz (contre 667 MHz précédemment).
- Le 8 juin 2009, les MacBook au design aluminium intègrent la gamme MacBook Pro en bénéficiant de quelques transformations (processeurs plus performants, meilleur écran, ajout d'un lecteur de cartes SD, batterie longue durée, réapparition d'un port FireWire 800, remplacement de l'entrée et de la sortie son par une unique prise entrée/sortie). Désormais seul le modèle blanc récemment mis à jour conserve le nom de MacBook.
- Le 20 octobre 2009, le Macbook plastique deuxième génération (dite unibody) est dévoilé sur l'Apple Store. Il inaugure un nouveau design plus arrondi et adopte plusieurs fonctionnalités des MacBook Pro comme le trackpad multi-touch, la batterie longue durée, le mini- Display Port ou le rétroéclairage par DEL. Il perd son port FireWire et le récepteur infrarouge permettant d'utiliser l'Apple Remote.
- Le 18 mai 2010, le nouveau MacBook unibody est mis à jour. La fréquence de son processeur monte à 2,4 GHz et son chipset graphique est remplacé par un nVidia 320M. En Europe son prix augmente de 100 €.
- Le 20 juillet 2011, le MacBook n'est plus commercialisé. C'est la nouvelle gamme de MacBook Air, sortie ce jour-là, qui reprend le créneau avec un premier prix identique, le lecteur optique en moins[11].

## Historique des caractéristiques techniques
|  | Production arrêtée |

### MacBook première génération (2006 - 2009)
| Modèle                                     | Début 2006                                                                                                 | Fin 2006                                                                                                 | Mi-2007                                                                                                | Fin 2007                                                                                               | Début 2008                                                                                             | Blanc (Fin 2008)                                                                                       | Blanc (Début 2009)                                                                                     | Blanc (Mi-2009)                                                                                        |
| ------------------------------------------ | --- | --- | --- | --- | --- | --- | --- | --- |
| Date de sortie                             | 16 mai 2006                                                                                                | 8 novembre 2006                                                                                          | 15 mai 2007                                                                                            | 1er novembre 2007                                                                                      | 26 février 2008                                                                                        | 14 octobre 2008                                                                                        | 21 janvier 2009                                                                                        | 27 mai 2009                                                                                            |
| no de modèle                               | MA254LL/A, MA255LL/A, MA472LL/A                                                                            | MA699LL/A, MA700LL/A, MA701LL/A                                                                          | MB061LL/A, MB062LL/A, MB063LL/A                                                                        | MB061LL/B, MB062LL/B, MB063LL/B                                                                        | MB402LL/A, MB403LL/A, MB404LL/A                                                                        | MB402LL/B                                                                                              | MB881LL/A                                                                                              | MC240LL/A                                                                                              |
| Modèle de la machine                       | MacBook1,1                                                                                                 | MacBook2,1                                                                                               | MacBook2,1                                                                                             | MacBook3,1                                                                                             | MacBook4,1                                                                                             | MacBook4,1                                                                                             | MacBook5,2                                                                                             | MacBook5,2                                                                                             |
| Affichage                                  | Écran LCD 16/10 de 13,3 pouces glossy d'une résolution de 1280 par 800 pixels                              | Écran LCD 16/10 de 13,3 pouces glossy d'une résolution de 1280 par 800 pixels                            | Écran LCD 16/10 de 13,3 pouces glossy d'une résolution de 1280 par 800 pixels                          | Écran LCD 16/10 de 13,3 pouces glossy d'une résolution de 1280 par 800 pixels                          | Écran LCD 16/10 de 13,3 pouces glossy d'une résolution de 1280 par 800 pixels                          | Écran LCD 16/10 de 13,3 pouces glossy d'une résolution de 1280 par 800 pixels                          | Écran LCD 16/10 de 13,3 pouces glossy d'une résolution de 1280 par 800 pixels                          | Écran LCD 16/10 de 13,3 pouces glossy d'une résolution de 1280 par 800 pixels                          |
| Front side bus                             | 667 MHz | 667 MHz                                                                                                  | 667 MHz                                                                                                | 800 MHz                                                                                                | 800 MHz                                                                                                | 800 MHz                                                                                                | 1 066 MHz                                                                                              | 1 066 MHz                                                                                              |
| Processeur                                 | 1,83 GHz ou 2,0 GHz Intel Core Duo (T2400/T2500)                                                           | 1,83 GHz ou 2,0 GHz Intel Core 2 Duo (T5600/T7200)                                                       | 2,0 GHz ou 2,16 GHz Intel Core 2 Duo (T7200/T7400)                                                     | 2,0 GHz ou 2,2 GHz Intel Core 2 Duo (T7300/T7500)                                                      | 2,1 GHz ou 2,4 GHz Intel Core 2 Duo (T8100/T8300)                                                      | 2,1 GHz Intel Core 2 Duo (T8100)                                                                       | 2,0 GHz Intel Core 2 Duo (P7350)                                                                       | 2,13 GHz Intel Core 2 Duo (P7450)                                                                      |
| Mémoire vive Deux emplacements DDR2 SDRAM  | 512 Mio (2 × 256 Mio) 667 MHz PC2-5300 Extensible à 2 Go                                                   | 512 Mio (2 × 256 Mio) ou 1 Gio (2 × 512 Mio) 667 MHz PC2-5300 Extensible jusqu'à 3 Gio5                  | 1 Gio (2 × 512 Mio) 667 MHz PC2-5300 Extensible jusqu'à 3 Gio5                                         | 1 Gio (2 × 512 Mio) ou 2 Gio (2 × 1 Gio) 667 MHz PC2-5300 Extensible jusqu'à 4 Gio                     | 1 Gio (2 × 512 Mio) ou 2 Gio (2 × 1 Gio) 667 MHz PC2-5300 Extensible jusqu'à 4 Gio                     | 1 Gio (2 × 512 Mio) 667 MHz PC2-5300 Extensible jusqu'à 4 Gio                                          | 2 Gio (2 × 1 Gio) 667 MHz PC2-5300 Extensible jusqu'à 4 Gio                                            | 2 Gio (2 × 1 Gio) 800 MHz PC2-6400 Extensible jusqu'à 4 Gio                                            |
| Processeur graphique avec mémoire partagée | Intel GMA 950 avec 64 Mio de mémoire partagée (et jusqu'à 224 Mio sur Windows grâce Boot Camp).            | Intel GMA 950 avec 64 Mio de mémoire partagée (et jusqu'à 224 Mio sur Windows grâce Boot Camp).          | Intel GMA 950 avec 64 Mio de mémoire partagée (et jusqu'à 224 Mio sur Windows grâce Boot Camp).        | Intel GMA X3100 avec 144 Mio de mémoire partagée                                                       | Intel GMA X3100 avec 144 Mio de mémoire partagée                                                       | Intel GMA X3100 avec 144 Mio de mémoire partagée                                                       | nVidia GeForce 9400M avec 256 Mio de mémoire partagée                                                  | nVidia GeForce 9400M avec 256 Mio de mémoire partagée                                                  |
| Disque dur2 5 400 tr/min si non spécifié   | 60 Go ou 80 Go 100 Go ou 120 Go en option                                                                  | 60 Go, 80 Go ou 120 Go 160 Go ou 200 Go, 4200 tr/min en option                                           | 80 Go, 120 Go ou 160 Go 200 Go, 4200 tr/min en option                                                  | 80 Go, 120 Go ou 160 Go 250 Go en option                                                               | 120 Go, 160 Go, ou 250 Go                                                                              | 120 Go 160 Go ou 250 Go en option                                                                      | 120 Go 160 Go, 250 Go, ou 320 Go en option                                                             | 160 Go 250 Go, 320 Go, ou 500 Go en option                                                             |
| AirPort Extreme                            | 802.11a/b/g intégré                                                                                        | 802.11a/b/g et draft-n (n désactivé par défaut)1                                                         | 802.11a/b/g et draft-n intégré (n activé)                                                              | 802.11a/b/g et draft-n intégré (n activé)                                                              | 802.11a/b/g et draft-n intégré (n activé)                                                              | 802.11a/b/g et draft-n intégré (n activé)                                                              | 802.11a/b/g et draft-n intégré (n activé)                                                              | 802.11a/b/g et draft-n intégré (n activé)                                                              |
| Lecteur Combo3 Modèle de base uniquement   | 8× DVD en lecture, 24× CD-R et 10× CD-RW en écriture                                                       | 8× DVD en lecteur, 24× CD-R et 16× CD-RW en écriture                                                     | 8× DVD en lecteur, 24× CD-R et 16× CD-RW en écriture                                                   | 8× DVD en lecteur, 24× CD-R et 16× CD-RW en écriture                                                   | 8× DVD en lecteur, 24× CD-R et 16× CD-RW en écriture                                                   | NC | NC | NC |
| SuperDrive interne3                        | 8× en lecture pour les disques double-couche, 4× DVD±R & RW en écriture. 24× CD-R et 10× CD-RW en écriture | 2.4× DVD+R DL en écriture, 6× DVD±R en lecture, 4× DVD±RW en écriture, 24× CD-R et 10× CD-RW en écriture | 4× DVD+R DL en écriture, 8× DVD±R en lecture, 4× DVD±RW en écriture, 24× CD-R et 10x CD-RW et écriture | 4× DVD+R DL en écriture, 8× DVD±R en lecture, 4× DVD±RW en écriture, 24× CD-R et 10x CD-RW et écriture | 4× DVD+R DL en écriture, 8× DVD±R en lecture, 4× DVD±RW en écriture, 24× CD-R et 10x CD-RW et écriture | 4× DVD+R DL en écriture, 8× DVD±R en lecture, 4× DVD±RW en écriture, 24× CD-R et 10x CD-RW et écriture | 4× DVD+R DL en écriture, 8× DVD±R en lecture, 4× DVD±RW en écriture, 24× CD-R et 10x CD-RW et écriture | 4× DVD+R DL en écriture, 8× DVD±R en lecture, 4× DVD±RW en écriture, 24× CD-R et 10x CD-RW et écriture |
| Système d'exploitation requis au minimum   | Mac OS X Tiger 10.4.6                                                                                      | Mac OS X Tiger 10.4.8                                                                                    | Mac OS X Tiger 10.4.8                                                                                  | Mac OS X Leopard 10.5.0                                                                                | Mac OS X Leopard 10.5.2                                                                                | Mac OS X Leopard 10.5.4                                                                                | Mac OS X Leopard 10.5.6                                                                                | Mac OS X Leopard 10.5.7                                                                                |
| Poids                                      | 2,36 kg | 2,36 kg                                                                                                  | 2,31 kg                                                                                                | 2,27 kg                                                                                                | 2,27 kg                                                                                                | 2,27 kg                                                                                                | 2,27 kg                                                                                                | 2,27 kg                                                                                                |
| Dimensions                                 | 27,5 × 325 × 227 mm                                                                                        | 27,5 × 325 × 227 mm                                                                                      | 27,5 × 325 × 227 mm                                                                                    | 27,5 × 325 × 227 mm                                                                                    | 27,5 × 325 × 227 mm                                                                                    | 27,5 × 325 × 227 mm                                                                                    | 27,5 × 325 × 227 mm                                                                                    | 27,5 × 325 × 227 mm                                                                                    |

Notes:

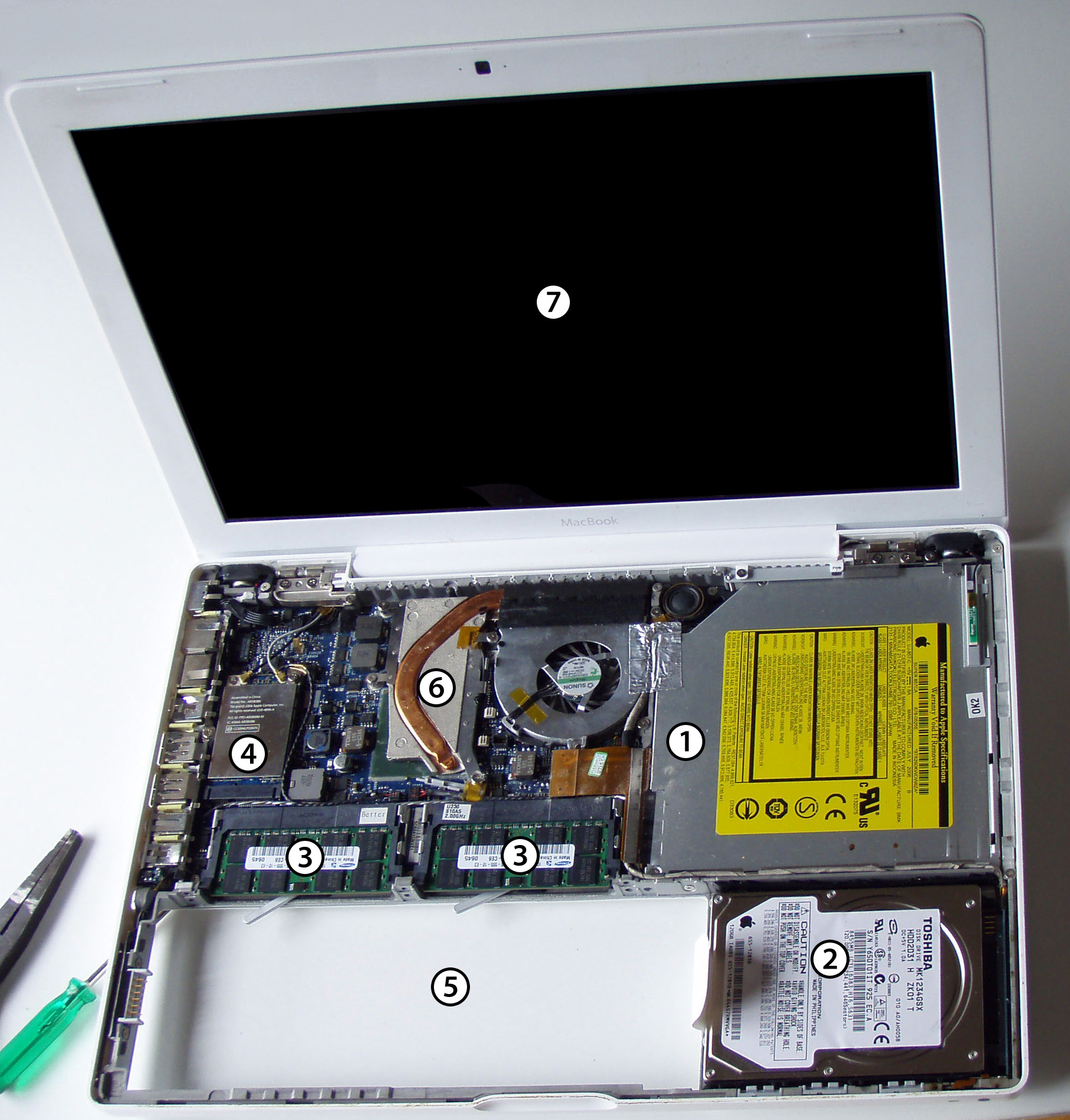
Intérieur d'un MacBook blanc, une fois la face du clavier retirée.

1 Requiert l'achat d'un pilote activateur 802.11n sur l'Apple Store pour activer la fonction.

2 Les disques dur annotés sont des disques disponibles chez Apple. Le disque dur étant une pièce qui peut être remplacée par l'utilisateur, il existe des configurations personnalisées qui peuvent inclure des disques de 7200 tr/min.

3 La vitesse indiquée correspond à la vitesse maximale

4 Depuis la version Early 2008, l'Apple Remote est devenu une option. Depuis la sortie du nouveau MacBook unibody (fin 2009). Il n'est plus possible d'utiliser l'Apple Remote sur le MacBook.

5 Extensible jusqu'à 4 Gio mais seulement 3 Gio sont utilisable.

### MacBook polycarbonate unibody (2009 - 2011)
|  | Production arrêtée |

| Modèle                                      | Fin 2009 | Mi-2010 |
| ------------------------------------------- | --- | --- |
| Date de sortie                              | 20 octobre 2009 | 18 mai 2010 |
| no de modèle                                | MC207*/A | MC516*/A |
| Modèle de la machine                        | MacBook6,1 | MacBook7,1 |
| affichage                                   | Écran LCD 16/10 de 13,3 pouces glossy d'une résolution de 1280 par 800 pixels rétroéclairé par DEL                                               | Écran LCD 16/10 de 13,3 pouces glossy d'une résolution de 1280 par 800 pixels rétroéclairé par DEL                                               |
| Front side bus                              | 1 066 MHz | 1 066 MHz |
| Processeur                                  | 2,26 GHz Intel Core 2 Duo (P8400) | 2,4 GHz Intel Core 2 Duo (P8600) |
| Mémoire vive Deux emplacements DDR3 SDRAM   | 2 Gio (2 × 1 Gio) 1 066 MHz DDR3 Extensible jusqu'à 4 Gio d'après Apple, mais il est possible de lui installer 8 Gio (2x 4 Gio)                  | 2 Gio (2 × 1 Gio) 1 066 MHz DDR3 Extensible jusqu'à 4 Gio d'après Apple, mais il est possible de lui installer 8 Gio (2x 4 Gio)                  |
| Processeur graphique                        | nVidia GeForce 9400M avec 256 Mio de mémoire partagée                                                                                            | nVidia GeForce 320M avec 256 Mio de mémoire partagée                                                                                             |
| Disque dur2 5 400 tr/min si non spécifié    | 250 Go 320 Go, ou 500 Go en option | 250 Go 320 Go, ou 500 Go en option |
| AirPort Extreme                             | 802.11a/b/g/n intégré | 802.11a/b/g/n intégré |
| SuperDrive interne                          | DVD-R, DVD+R jusqu'à 8x ; DVD-R DL (double couche), DVD+R DL (double couche), DVD-RW et DVD+RW jusqu'à 4x ; CD-R jusqu'à 24x ; CD-RW jusqu'à 10x | DVD-R, DVD+R jusqu'à 8x ; DVD-R DL (double couche), DVD+R DL (double couche), DVD-RW et DVD+RW jusqu'à 4x ; CD-R jusqu'à 24x ; CD-RW jusqu'à 10x |
| Autonomie de la batterie annoncée par Apple | 7 heures | 10 heures |
| Système d'exploitation requis au minimum    | Mac OS X Snow Leopard 10.6.1 | Mac OS X Snow Leopard 10.6.3 |
| Poids                                       | 2,13 kg | 2,13 kg |
| Dimensions                                  | 27,4 × 330 × 231 mm | 27,4 × 330 × 231 mm |
| Prix au lancement                           | 899 € | 999 € |

### Options supplémentaires
- Adaptateur Mini DisplayPort vers VGA et adaptateur Mini DisplayPort vers DVI
- Adaptateur MagSafe Airline pour avions
- Modem RTC par USB
- Logiciel préinstallé : iWork, Aperture, Final Cut Express, Logic Express, FileMaker, Abonnement MobileMe
- AppleCare Protection Plan

## Graphiques intégrés
Le MacBook dispose d'un chipset embarquant un IGP. Il a successivement utilisé deux processeurs graphiques Intel, le GMA950 et le GMA X3100, à la place d'un processeur graphique de la série ATI Radeon utilisé dans l'iBook qu'il remplace. Le MacBook « unibody » aluminium, introduit le 14 octobre 2008, utilise le GeForce 9400M de NVIDIA, présenté par Apple comme cinq fois plus véloce que le GMA X3100 d'Intel. Depuis la mise à jour du 21 janvier 2009, le MacBook blanc bénéficiait lui aussi du nouveau chipset graphique Nvidia 9400M, mais en DDR2 uniquement. Le MacBook Unibody, introduit le 20 octobre 2009, bénéficie du 9400M en DDR3.
Les chipsets graphiques intégrés d'Intel ont souvent été critiqués pour leurs faibles performances dans l'accomplissement de tâches 3D comme les jeux vidéo. Ils se révèlent néanmoins capables de faire tourner bon nombre de jeux populaires d'ancienne génération, et permettent d'exécuter l'interface graphique Aero de Windows Vista.
Le choix d'Apple se justifie par le faible coût du chipset, sa faible consommation augmentant significativement la durée de la batterie et son très faible dégagement thermique. Par ailleurs, le choix d'une carte graphique dédiée a longtemps été une caractéristique clé de la gamme pro d'Apple (MacBook Pro), qui, depuis le 14 octobre 2008, dispose de deux processeurs graphiques : le GeForce 9400M intégré identique à celui du MacBook, consommant peu d'énergie, et le GeForce 9600M GT avec mémoire dédiée, largement supérieur au 9400M en matière de performances, mais consommant plus d'énergie. L'utilisateur du MacBook Pro a alors la possibilité de basculer de l'un à l'autre en fonction de ses besoins en matière de puissance et d'autonomie. Toutefois, depuis la mise à jour de la gamme portable le 8 juin 2009, les anciens MacBook « unibody » devenus MacBook Pro et le modèle le moins cher de MacBook Pro 15" ne comportent que le GeForce 9400M, rompant avec la tradition de la carte graphique dédiée.

### MacBook aluminium (2015 - 2017)
|  | Production arrêtée |

| Modèle                 | Mi-2015 | Mi-2016 | Mi-2017 |
| ---------------------- | --- | --- | --- |
| Date de sortie         | 10 avril 2015 | Avril 2016 | 5 juin 2017 |
| Version du modèle      | MacBook8,1 | MacBook9,1 | MacBook10,1 |
| Numéro du modèle       | A1534 | A1534 | A1534 |
| Écran                  | Technologie LED IPS | Technologie LED IPS | Technologie LED IPS |
| Écran                  | 12", résolution de 2304 × 1440 pixels (16:10), 226 ppp | 12", résolution de 2304 × 1440 pixels (16:10), 226 ppp | 12", résolution de 2304 × 1440 pixels (16:10), 226 ppp |
| Carte graphique        | Intel HD Graphics 5300 avec mémoire SDRAM LPDDR3 partagée | Intel HD Graphics 515 avec mémoire SDRAM LPDDR3 partagée | Intel HD Graphics 615 avec mémoire SDRAM LPDDR3 partagée |
| Stockage               | SSD PCIe de 256 Go (version 1 449 €) 512 Go (version 1 799 €) | SSD PCIe de 256 Go (version 1 449 €) 512 Go (version 1 799 €) | SSD PCIe de 256 Go (version 1 449 €) 512 Go (version 1 799 €) |
| Microprocesseur        | Intel Core M Broadwell (M-5Y31) bicœur à 1,1 GHz, Turbo Boost jusqu'à 2,4 GHz (version 1 449 €) avec 4 Mo de cache N3 partagé Intel Core M Broadwell (M-5Y51) bicœur à 1,2 GHz, Turbo Boost jusqu'à 2,6 GHz (version 1 799 €) avec 4 Mo de cache N3 partagé Option Intel Core M Broadwell bicœur à 1,3 GHz, Turbo Boost jusqu'à 2,9 GHz avec 4 Mo de cache N3 partagé | Processeur Intel Core m3 Skylake bicœur à 1,1 GHz (Turbo Boost jusqu’à 2,2 GHz) (version 1 449 €) avec 4 Mo de cache N3 partagé Processeur Intel Core m5 Skylake bicœur à 1,2 GHz (Turbo Boost jusqu’à 2,7 GHz) (version 1 799 €) avec 4 Mo de cache N3 partagé Option Intel Core m7 Skylake bicœur à 1,3 GHz, (Turbo Boost jusqu'à 3,1 GHz) avec 4 Mo de cache N3 partagé | Processeur Intel Core m3-7Y32 Kaby lake bicœur à 1,2 GHz (Turbo Boost jusqu’à 3 GHz) (version 1 449 €) avec 4 Mo de cache N3 partagé Option Intel Core i5–7Y54 Kaby lake bicœur à 1,3 GHz, (Turbo Boost jusqu'à 3,2 GHz) avec 4 Mo de cache N3 partagé ou Intel Core i7-7Y75 Kaby lake bicœur à 1,4 GHz, (Turbo Boost jusqu'à 3,6 GHz) avec 4 Mo de cache N3 partagé Processeur Intel Core i5–7Y54 Kaby lake bicœur à 1,3 GHz (Turbo Boost jusqu’à 3,2 GHz) (version 1 799 €) avec 4 Mo de cache N3 partagé Option Intel Core i7-7Y75 Kaby lake bicœur à 1,4 GHz, (Turbo Boost jusqu'à 3,6 GHz) avec 4 Mo de cache N3 partagé |
| Mémoire vive           | 8 Go de mémoire intégrée LPDDR3 à 1 600 MHz | 8 Go de mémoire intégrée LPDDR3 à 1 866 MHz | 8 Go de mémoire intégrée LPDDR3 à 1 866 MHz Option 16 Go de mémoire intégrée LPDDR3 à 1 866 MHz |
| Wi-Fi                  | Wi-Fi 802.11ac (compatible IEEE 802.11 a/b/g/n), 2,4 et 5 GHz | Wi-Fi 802.11ac (compatible IEEE 802.11 a/b/g/n), 2,4 et 5 GHz | Wi-Fi 802.11ac (compatible IEEE 802.11 a/b/g/n), 2,4 et 5 GHz |
| Bluetooth              | Technologie sans fil Bluetooth 4.0 | Technologie sans fil Bluetooth 4.0 | Technologie sans fil Bluetooth 4.2 |
| Ethernet               | Aucun | Aucun | Aucun |
| Lecteur optique        | Aucun | Aucun | Aucun |
| Caméra                 | FaceTime 480p | FaceTime 480p | FaceTime 480p |
| Alimentation           | Batterie Li-Po de 39,71 W/h, chargeur USB 3.1 de type C de 29 W | Batterie Li-Po de 41,4 W/h, chargeur USB 3.1 de type C de 29 W | Batterie Li-Po de 41,4 W/h, chargeur USB 3.1 de type C de 29 W |
| Connexions             | 1 × USB 3.1 de type C | 1 × USB 3.1 de type C | 1 × USB 3.1 de type C avec prise en charge : - Recharge - USB 3.1 Gen 1 (jusqu’à 5 Gbit/s) - Sortie vidéo DisplayPort 1.2 native |
| Connexions             | Haut-parleurs stéréos, prise mini-jack 3,5 mm, 2 microphones | Haut-parleurs stéréos, prise mini-jack 3,5 mm, 2 microphones | Haut-parleurs stéréos, prise mini-jack 3,5 mm, 2 microphones |
| Clavier                | 79 touches ISO, 12 touches de fonctions, 4 touches fléchées noires rétro-éclairées par LED individuellement et avec détecteur de lumière ambiante | 79 touches ISO, 12 touches de fonctions, 4 touches fléchées noires rétro-éclairées par LED individuellement et avec détecteur de lumière ambiante | Nouveau clavier "papillon" du MacBook Pro 79 touches ISO, 12 touches de fonctions, 4 touches fléchées noires rétro-éclairées par LED individuellement et avec détecteur de lumière ambiante |
| Trackpad               | Trackpad Force Touch | Trackpad Force Touch | Trackpad Force Touch |
| Système d'exploitation | OS X Yosemite (v10.10) | OS X El Capitan (v10.11.4) | macOS Sierra (v10.12.5) |
| Poids                  | 0,92 kg | 0,92 kg | 0,92 kg |
| Dimensions             | 28,05 × 19,65 × 0,35-1,31 cm | 28,05 × 19,65 × 0,35-1,31 cm | 28,05 × 19,65 × 0,35-1,31 cm |
| Tarif                  | 1 499 € et 1 799 € | 1 499 € et 1 799 € | 1 499 € et 1 799 € |

## Respect de l'environnement
La plupart des MacBook récents (fabriqués après 2009) sont éco-conçus et certifiés EPEAT Silver ou Gold. Apple fait également un effort notable pour publier les analyses de cycle de vie (ACV) carbone de ses produits.

## Obsolescence logicielle
Apple assure les mises à jour logicielles de ces ordinateurs durant un certain nombre d'années (concernant les Macbooks sortis dans les années 2000 ce fut 5 ans), il devient ensuite risqué pour l'utilisateur de naviguer sur Internet parce que les vulnérabilités découvertes dans OS X (et dans Safari entre autres) ne sont plus colmatées et qu'il ne reçoit plus de mises à niveau. Les éditeurs de logiciels tiers ont eux aussi tendance à cesser de proposer des mises à jour de leurs logiciels.
En 2019, Apple assure les mises à jour du système d'exploitation de tous les Mac jusqu'à OS X Lion et Snow Leopard, sortis respectivement en 2011 et 2009.